# Niòbides

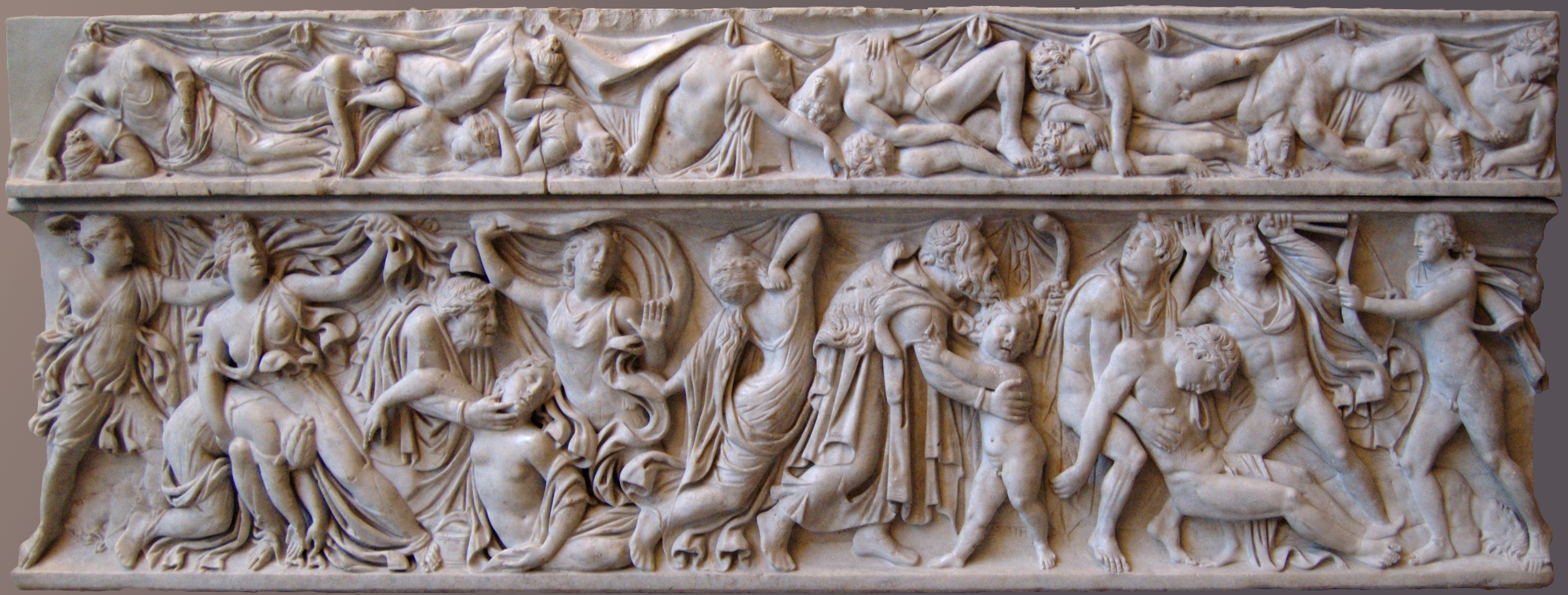
Relleu d'un sarcòfag (160-170) d.C. Apol·lo i Àrtemis maten els Niòbides. A la línia superior els Niòbides morts

Segons la mitologia grega, els Niòbides fou la denominació conjunta dels fills i les filles d'Amfíon i de Níobe. Generalment, s'accepta que són catorze, però el seu nombre varia en les diferents tradicions, sempre que n'hi hagi tants de cada sexe.
Pel que fa als noms, la llista més divulgada per als nois és Argènor, Damasícton, Fèdim, Ilioneu, Ismenos, Sípil i Tàntal, i per a les noies Astícrate, Astíoque, Cleodoxa, Ftia, Neera, Ogígia i Pelopea. Tant Apol·lodor com Higí donen llistes de noms, encara que difereixen l'un de l'altre. En algunes variants s'esmenta una tal Cloris, la més petita, que s'hauria salvat de la matança dels germans, i a més també es va salvar Amiclas, que havia ofert una pregària propiciatòria a Leto. En la tradició homèrica es parla de sis fills i sis filles. En la tradició dels comediògrafs tràgics els fills arriben a vint, deu mascles i deu femelles.
Feliç i orgullosa dels seus fills, Níobe es va vantar que era superior a Leto, que només tenia un fill (Apol·lo) i una filla (Àrtemis). La deessa es va sentir ofesa i encomanà als seus fills que es vengessin. Les dues divinitats ho van fer així i van matar els Niòbides amb les seves fletxes, Àrtemis a les noies i Apol·lo als nois. En van sobreviure dos, un noi i una noia. Aquesta noia, per l'horror que li va causar la mort dels seus germans, i les seves germanes, es va tornar molt pàl·lida, i va rebre el nom de Cloris. Segons la versió de la Ilíada, els fills i les filles de Níobe van quedar deu dies sense sepultura i a l'onzè els van enterrar els mateixos déus.